# 朱麗歐·安潔·費南德茲
朱麗歐·安潔·費南德茲（Julio Ángel Fernández、1946年4月5日—）是一位烏拉圭天文學家兼教師，蒙得維的亞共和國大學天文系成員。他也是烏拉圭基礎科學發展計畫（PEDECIBA）和烏拉圭天文學會的成員。2005年至2010年，他擔任烏拉圭共和國大學理學院院長。1983年發現的小行星5996 （Julioangel）以他的名字命名。
朱麗歐·安潔·費南德茲是烏拉圭國家研究人員系統的活躍研究員。朱麗歐·安潔·費南德茲曾獲選美國國家科學院院士。